# Szczepany (województwo łódzkie)
Szczepany – wieś w Polsce położona w województwie łódzkim, w powiecie pajęczańskim, w gminie Działoszyn.
W latach 1975–1998 miejscowość należała administracyjnie do województwa sieradzkiego.
W skład sołectwa Szczepany wchodzą następujące wsie: Szczepany, Draby, Kiedosy i Tasarze oraz przysiółki: Młynki, Bugaj i Kuźnica.